# Joinville Challenger
Il Joinville Challenger è stato un torneo professionistico di tennis giocato su campi in terra rossa. Faceva parte dell'ATP Challenger Series. Si è giocata una sola edizione, a Joinville in Brasile.

## Albo d'oro

### Singolare
| Anno | Campione   | Finalista       | Punteggio |
| ---- | ---------- | --------------- | --------- |
| 2006 | André Ghem | Bruno Echagaray | 6–1, 6–4  |

### Doppio
| Anno | Campioni                    | Finalisti             | Punteggio        |
| ---- | --------------------------- | --------------------- | ---------------- |
| 2006 | André Ghem Alexandre Simoni | Marcelo Melo André Sá | 6–4, 5–7, [10–8] |